# Dordoi Bisjkek
Dordoi Bisjkek is een Kirgizische voetbalclub die is gevestigd in Bisjkek. De club werd opgericht in 1997.
De club is eigendom van de Dordoi Association, een groep van bedrijven die ook de eigenaar is van de Dordoy Bazaar in Bisjkek. In 2010 verhuisde de club van Naryn naar Bisjkek.

## Historische namen
- 1997: Dordoi Naryn.
- 1998: Dordoi-Zhashtyk-SKIF Naryn.
- 1999: Dordoi Naryn.
- 2004: Dordoi-Dynamo Naryn.
- 2010: Dordoi Bisjkek.

## Erelijst
- Vysshaja Liga: 13
  - Winnaar: 2004, 2005, 2006, 2007, 2008, 2009, 2011, 2012, 2014, 2018, 2019, 2020, 2021

- Beker van Kirgizië: 10
  - Winnaar: 2004, 2005, 2006, 2008, 2010, 2012, 2014, 2016, 2017, 2018

- Kirgizische Supercup: 5
  - 2012, 2013, 2014, 2019, 2021

- AFC President's Cup
  - Winnaar: 2006 en 2007
  - Finalist: 2005 , 2008 ,2009 en 2010

## Resultaten in AFC Competities
- AFC President's Cup: 6 deelnames

2005: Finalist, verloor van Regar-TadAZ Tursunzoda
2006: Winnaar
2007: Winnaar
2008: Finalist, verloor van Regar-TadAZ Tursunzoda
2009: Finalist, verloor van Regar-TadAZ Tursunzoda
2010: Finalist, verloor van Yadanarbon FC